# Barbara Veit (Juristin)
Barbara Veit (geboren 17. November 1958 in Monzel) ist eine deutsche Juristin und Hochschullehrerin.

## Leben
Barbara Veit studierte von 1977 bis 1984 Jura an der Universität Trier. 1989 folgte die Promotion und 1995 die Habilitation ebenda. Nach einer Lehrstuhlvertretung an der Universität Leipzig folgte sie zum Wintersemester 1996/97 einem Ruf an die Georg-August-Universität Göttingen auf eine Professur für Bürgerliches Recht mit besonderem Schwerpunkt Familienrecht. Von 2001 bis 2002 war sie Dekanin der Juristischen Fakultät. Ferner war sie von 2002 bis 2012 geschäftsführende Direktorin des Instituts für Landwirtschaftsrecht und Juni 2008 bis Dezember 2010 Direktorin des Göttinger Instituts für Privat- und Prozessrecht.

## Veröffentlichungen
- Die Rezeption technischer Regeln im Strafrecht und Ordnungswidrigkeitenrecht. (Dissertation), Werner, Düsseldorf 1989, ISBN 3-8041-3711-3.
- Die funktionelle Zuständigkeit des Betriebsrats. (Habilitationsschrift), Beck, München 1998, ISBN 3-4064-3859-8.
- Kindesschutz quo vadis – vom staatlichen Wächteramt zur Kinderpolizei? Institut für Rechtspolitik an der Universität Trier, 2010, ISSN 1616-8828
- als Herausgeber: Alles zum Wohle des Kindes? (= Band 12 in der Reihe „Göttinger Juristische Schriften“) Universitäts-Verlag Göttingen, Göttingen 2012, ISBN 978-3-86395-053-8, DOI:10.17875/gup2012-139
- als Herausgeber: Reformbedarf im nichtehelichen Eltern-Kind-Verhältnis (= Band 13 in der Reihe „Göttinger Juristische Schriften“) Universitäts-Verlag Göttingen, Göttingen 2012, ISBN 978-3-86395-088-0, DOI:10.17875/gup2012-150
- als Herausgeber: Das Pflegekindverhältnis – zeitlich befristete oder dauerhafte Lebensperspektive für Kinder? (= Band 15 in der Reihe „Göttinger Juristische Schriften“) Universitäts-Verlag Göttingen, Göttingen 2014, ISBN 978-3-86395-154-2, DOI:10.17875/gup2014-765
- als Herausgeber: „Kinderwunschmedizin“ – Reformbedarf im Abstammungsrecht? (= Band 17 in der Reihe „Göttinger Juristische Schriften“) Universitäts-Verlag Göttingen, c/o SUB Göttingen, 2015, ISBN 978-3-86395-209-9, DOI:10.17875/gup2015-810